# Erysimum krynkense
Erysimum krynkense là một loài thực vật có hoa trong họ Cải. Loài này được Lavrenko mô tả khoa học đầu tiên năm 1926.